# 池州路
池州路，元朝时设置的路。
至元十四年（1277年）升池州置，治所在贵池县（今安徽省池州市贵池区）。下领六县：贵池县、青阳县、建德县、铜陵县、石埭县、东流县。相当今安徽省池州、铜陵、青阳、石台、东至等市县地。元末至正二十一年（1361年），朱元璋政权改为九华府，后为池州府